# Joe Cokanasiga
Ratu Josateki Cokanasiga (Suva, 15 novembre 1997) è un rugbista a 15 figiano internazionale per l'Inghilterra, che gioca nel ruolo di tre quarti ala nel Bath.

## Biografia
Nativo di Figi, Cokanasiga ha vissuto tra Germania, Brunei e Regno Unito per via dell'inquadramento di suo padre nella British Army; nel 2013 la famiglia si stabilì a Londra.
Debuttò a 16 anni nella prima squadra dell'Old Merchant Taylors', club dilettantistico della capitale inglese, e fu notato dagli osservatori del London Irish che lo aggregarono alle giovanili del club.
Debuttò nel 2016 con gli Exiles marcando una meta contro London Scottish in Championship, guadagnando a fine stagione la promozione in Premiership 2017-18.
Dopo la retrocessione a fine stagione, Cokanasiga firmò un contratto per Bath.
Dopo la vittoria dello Slam al Sei Nazioni giovanile del 2017, entrò nell'orbita della nazionale maggiore, senza tuttavia esordire; benché convocato per il tour 2017 in Argentina, un infortunio gli impedì il debutto. Il suo debutto in nazionale avvenne nel novembre 2018 nella partita contro il Giappone, dove segnò una meta, ripetendosi, una settimana dopo, contro l'Australia. Successivamente disputò gli incontri con Galles ed Italia nel Sei Nazioni 2019. Il giorno dopo la sua prestazione da titolare condita da una segnatura nella partita amichevole contro il Galles dell'agosto 2019, fu annunciata la sua inclusione nella squadra inglese scelta per disputare la Coppa del Mondo di rugby 2019.

## Palmarès
- Challenge Cup: 1
Bath: 2024-25